# Vận động hành lang ở Hoa Kỳ

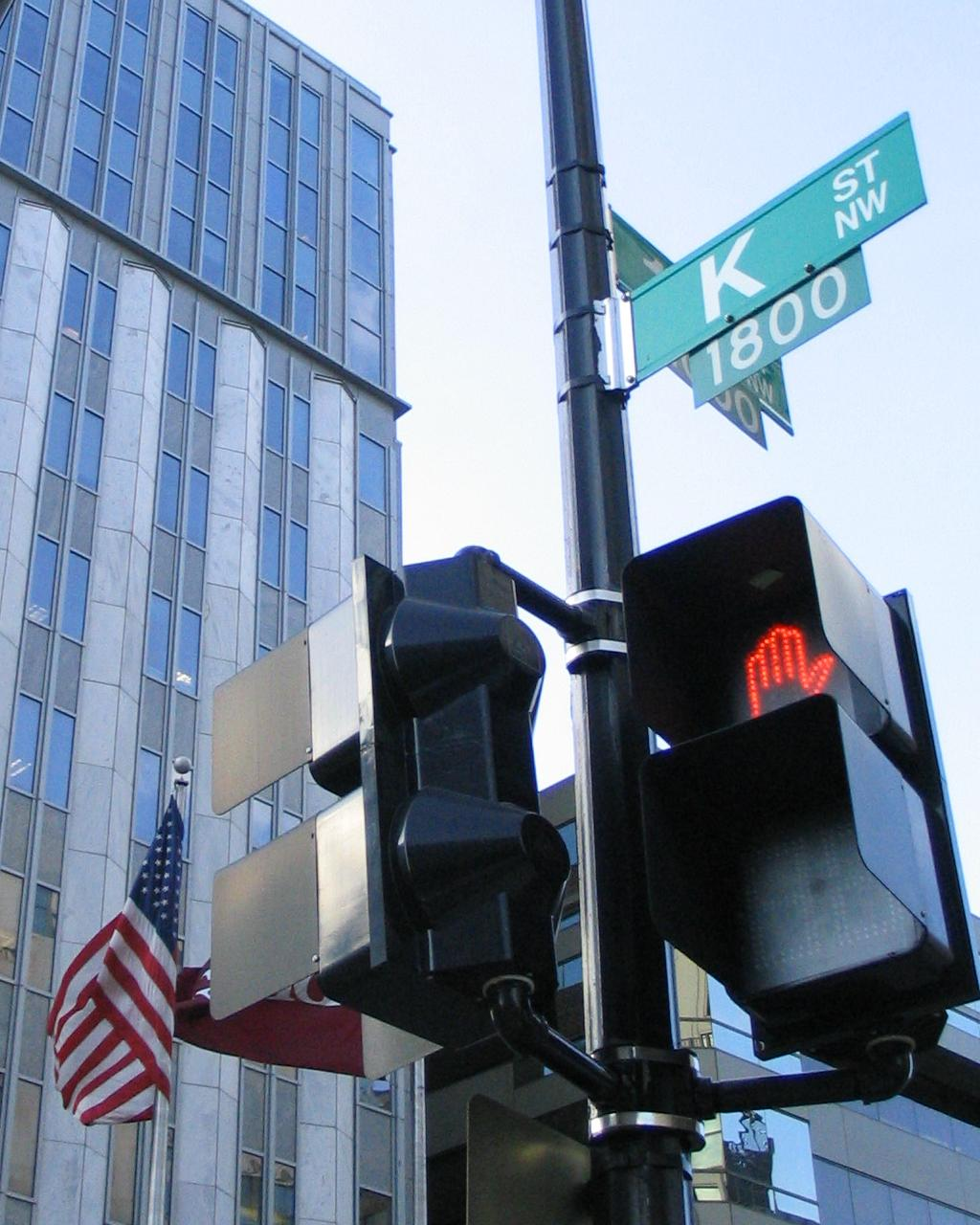
K Street NW tại đường 19 ở Washington DC, địa điểm của nhiều "nhà vận động hành lang đường K" và các tòa văn phòng của nhiều công ty luật.

Vận động hành lang ở Hoa Kỳ là các hoạt động mà các nhóm lợi ích trả tiền thuê những nhà vận động chuyên nghiệp có quan hệ rộng, thường là luật sư, để các nhà vận động này tranh luận về luật pháp cụ thể trong các cơ quan ra quyết định như Quốc hội Hoa Kỳ. Nói cách khác, vận động hành lang là việc dùng lợi ích vật chất nhằm tác động lên quá trình ra quyết sách về một vấn đề nào đó của chính phủ. Tuy nhiên, vận động hành lang phải tuân theo các quy tắc và phức tạp, nếu không tuân theo, có thể dẫn đến các hình phạt bao gồm phạt tù. Đây là một hiện tượng gây tranh cãi, thường được các nhà báo và công chúng Mỹ nhìn nhận tiêu cực, khi một số nhà phê bình mô tả nó như một hình thức hối lộ hoặc tống tiền hợp pháp.
Tòa án Hoa Kỳ giải thích vận động hành lang là hoạt động tự do ngôn luận được hiến pháp bảo vệ và là một cách để kiến nghị chính phủ giải quyết khiếu nại, hai trong số các quyền tự do được bảo vệ bởi Bản sửa đổi đầu tiên của Hiến pháp Hoa Kỳ. Hoạt động này tại Hoa Kỳ được bảo hộ và điều chỉnh bởi Đạo luật Công khai lobby (Lobbying Disclosure Act 1995 - LDA), Bộ luật về ngân sách liên bang (Internal Revenue Code - IRC) và Đạo luật Đăng ký đại diện cho nước ngoài (Foreign Agents Registration Act - FARA). Kể từ những năm 1970, hoạt động vận động hành lang đã phát triển mạnh mẽ ở Mỹ về số lượng người tham gia vận động và quy mô ngân sách vận động hành lang, và trở thành tâm điểm của nhiều chỉ trích về chính phủ Hoa Kỳ.
Vì các quy tắc vận động hành lang đòi hỏi phải được công khai, nên có một lượng lớn thông tin trong không gian công cộng về cuộc vận động hành lang, làm thế nào, bởi ai và bao nhiêu tiền. Mô hình hiện tại cho thấy nhiều hoạt động vận động hành lang chủ yếu được thực hiện bởi các tập đoàn, mặc dù cũng tồn tại một loạt các liên minh đại diện cho các nhóm khác nhau. Vận động hành lang diễn ra ở mọi cấp chính quyền, bao gồm chính quyền liên bang, tiểu bang, quận, thành phố và thậm chí là chính quyền địa phương. Tại Washington, DC, vận động hành lang thường nhắm vào các thành viên của Quốc hội Hoa Kỳ, mặc dù cũng có những nỗ lực nhằm đến các quan chức cơ quan hành pháp cũng như Tòa án Tối cao. Vận động hành lang có thể có một ảnh hưởng quan trọng đến hệ thống chính trị; ví dụ, một nghiên cứu vào năm 2014 cho thấy rằng các cuộc vận động hành lang của các nhóm lợi ích đặc biệt đã tăng cường sức mạnh của các nhóm ưu tú và là nhân tố thay đổi cấu trúc chính trị của Mỹ theo hướng chế độ quyền lực tập trung trong đó công dân trung bình có "ít hoặc không có ảnh hưởng độc lập".
Số lượng các nhà vận động hành lang ở Washington được ước tính là hơn 12.000 người, nhưng hầu hết các hoạt động vận động hành lang (về mặt chi tiêu), được quản lý bởi ít hơn 300 công ty có doanh thu thấp. Một báo cáo của The Nation năm 2014 cho thấy rằng trong khi số lượng người vận động hành lang đã đăng ký năm 2013 (12.281) giảm so với năm 2002, thì hoạt động vận động hành lang đang gia tăng và "đi sâu" khi các nhà vận động hành lang sử dụng "chiến lược ngày càng tinh vi" để che giấu hoạt động của họ. Nhà phân tích James A. Thurber ước tính rằng số lượng người vận động hành lang làm việc thực tế là gần 100.000 và ngành công nghiệp này mang lại 9 tỷ đô la hàng năm.  Phố Wall đã chi kỷ lục 2 tỷ USD khi cố gắng gây ảnh hưởng đến cuộc bầu cử tổng thống Mỹ năm 2016.
Vận động hành lang đã là một môn học tại các trường đại học trong nhiều lĩnh vực khác nhau, bao gồm luật pháp, chính sách công, kinh tế và thậm chí là chiến lược marketing.

## Tổng quan
Nhà khoa học chính trị Thomas R. Dye từng nói rằng chính trị là cuộc chiến đấu với các nguồn lực khan hiếm của chính phủ: ai có được chúng, ở đâu, khi nào, tại sao và bằng cách nào. Vì chính phủ đưa ra các quy tắc trong một nền kinh tế phức tạp như Hoa Kỳ, hệ quả sẽ là các doanh nghiệp, cá nhân, tổ chức phi lợi nhuận, nhóm thương mại, tôn giáo và các tổ chức khác (các tổ chức bị ảnh hưởng bởi các quy tắc này) sẽ cố gắng tác động lên chính phủ để tạo ra những phán quyết có lợi cho tổ chức họ. Cuộc chiến giành ảnh hưởng đã xảy ra trong mọi xã hội có tổ chức kể từ khi bắt đầu nền văn minh, cho dù đó là Athens cổ đại, Florence trong thời kỳ của Vương quốc Hồi giáo, Hoàng gia quá cố hay Hoa Kỳ ngày nay. Những người vận động hành lang thời hiện đại theo một nghĩa nào đó giống như các cận thần của Ancien Régime. Nếu bỏ phiếu là một cách chung để công chúng kiểm soát chính phủ, thì vận động hành lang là một nỗ lực có mục tiêu, cụ thể hơn, tập trung vào một loạt các vấn đề hẹp hơn.

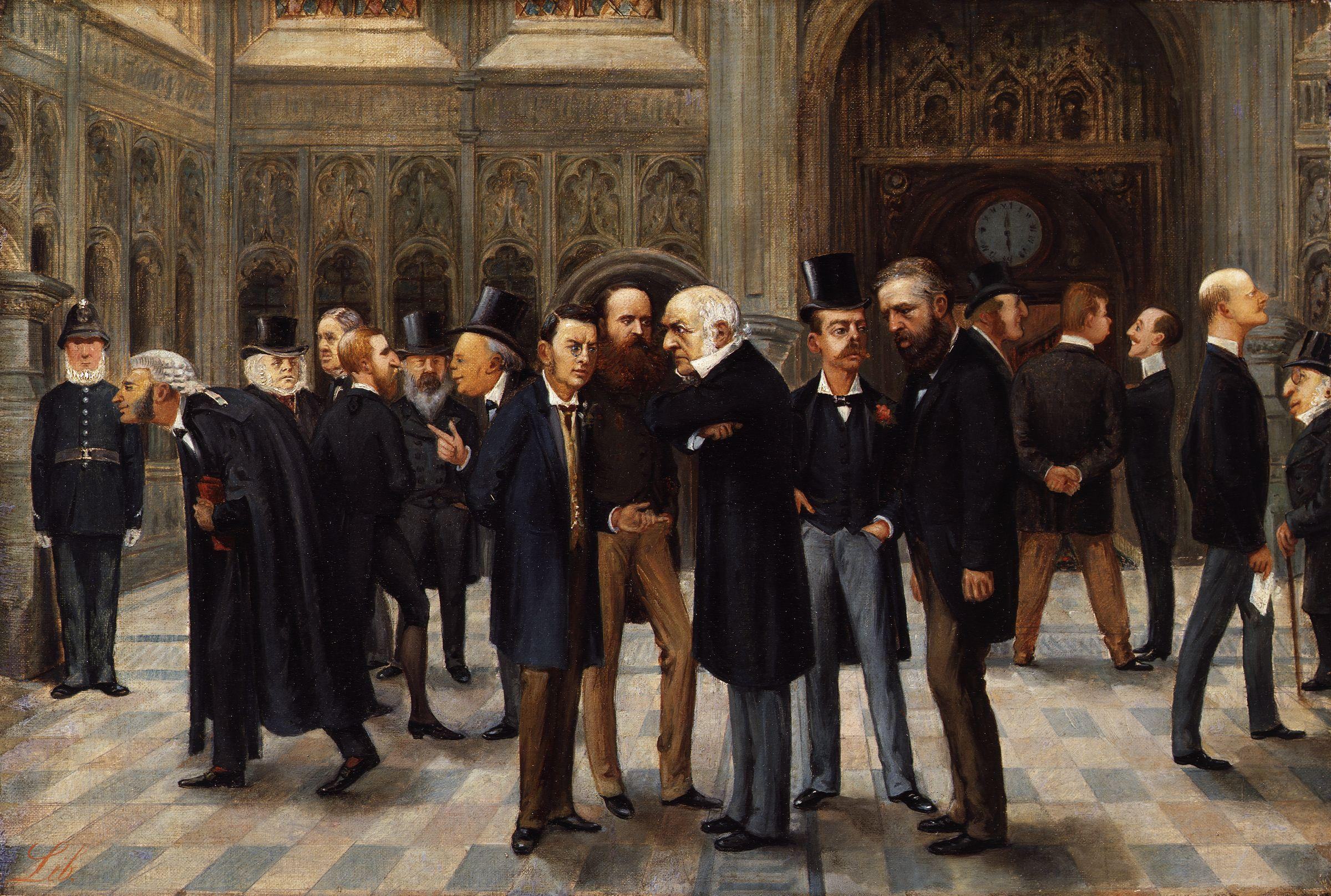
Hành lang ở Hạ viện. Tranh 1886 của Liborio Prosperi.

Khái niệm hành lang có nguồn gốc từ kiến trúc của tòa nhà Quốc hội Anh, trong đó có một phòng hành lang bao bên ngoài sảnh chính. Những người vận động một chương trình nghị sự sẽ cố gắng gặp gỡ các thành viên của Nghị viện trong căn phòng này và họ được biết đến, bằng cách ẩn dụ, như những nhà vận động hành lang, mặc dù một ý kiến vào năm 1890 cho rằng từ "lobby" là từ Mỹ và thuật ngữ này không được sử dụng nhiều ở Anh. Khách sạn Willard, cách Nhà Trắng tại 1401 Pennsylvania Avenue 2 khối nhà, tuyên bố thuật ngữ này bắt nguồn từ đó: "Chính từ hành lang Willard, Ulysses S. Grant, thuật ngữ vận động hành lang đã trở nên phổ biến. Thường bị làm phiền bởi những người tự quảng cáo khi ngồi trong sảnh và thưởng thức xì gà và rượu mạnh của mình, ông gọi những cá nhân này là "vận động hành lang".
Thuật ngữ vận động hành lang theo cách nói hàng ngày có thể mô tả một loạt các hoạt động như gợi ý vận động, quảng cáo hoặc thúc đẩy một hành động. Theo nghĩa này, bất kỳ ai cố gắng gây ảnh hưởng đến bất kỳ vị trí chính trị nào cũng có thể được coi là "vận động hành lang", và đôi khi thuật ngữ này được sử dụng theo nghĩa lỏng lẻo này. Một người viết thư cho một đại biểu quốc hội, hoặc thậm chí đặt câu hỏi cho một ứng cử viên tại một cuộc họp chính trị, có thể được hiểu là một người vận động hành lang.
Tuy nhiên, thuật ngữ "vận động hành lang" ở Mỹ nói chung có nghĩa là một hoạt động được trả tiền với mục đích cố gắng "gây ảnh hưởng hoặc gây ảnh hưởng" cho một quan chức chính phủ Hoa Kỳ - bao gồm các quan chức và các quan chức được bầu - hướng tới một hành động cụ thể mong muốn thường liên quan đến pháp luật cụ thể. Nếu vận động được phổ biến thông tin, bao gồm cả nỗ lực để thuyết phục các công chức cũng như công chúng và giới truyền thông để thúc đẩy lý do tạo ra của một cái gì đó và hỗ trợ nó, khi hoạt động này trở nên tập trung vào điều luật cụ thể luật, ủng hộ hoặc phản đối, nó sẽ vượt qua ranh giới từ vận động và trở thành vận động hành lang. Đây là ý nghĩa thông thường của thuật ngữ "vận động hành lang." Một đánh giá cho rằng phần lớn hoạt động của các tổ chức phi lợi nhuận không phải là vận động hành lang, vì nó thường không có nghĩa là thay đổi luật pháp.   

## Các loại vận động hành lang khác nhau

### Trọng tâm của nỗ lực vận động hành lang

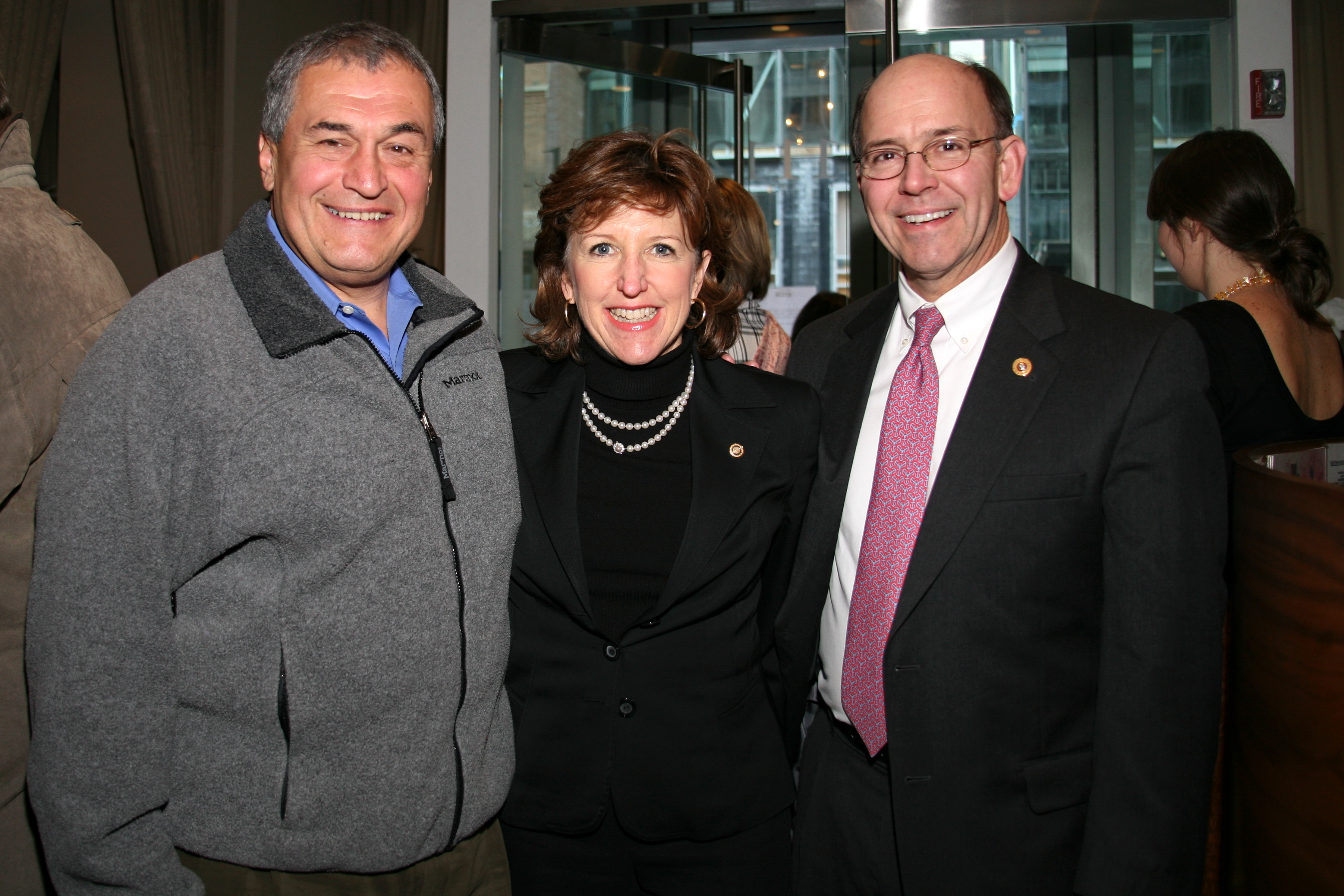
Vận động hành lang phụ thuộc vào việc nuôi dưỡng các mối quan hệ cá nhân trong nhiều năm. Ảnh: Người vận động hành lang Tony Podesta (trái) cùng cựu thượng nghị sĩ Kay Hagan (giữa) và chồng.

Nói chung, những người vận động hành lang tập trung vào việc cố gắng thuyết phục những người ra quyết định: Quốc hội Hoa Kỳ, các cơ quan hành pháp như Bộ Ngân khố Hoa Kỳ và Ủy ban Giao dịch Chứng khoán Hoa Kỳ, Tòa án Tối cao Hoa Kỳ, và chính phủ tiểu bang (bao gồm cả các thống đốc). Các cơ quan liên bang đã được các nhà vận động hành lang nhắm mục tiêu kể từ khi họ viết các quy tắc cụ thể của ngành; theo đó, các nhóm lợi ích bỏ ra "một khoản tiền lớn" cố gắng thuyết phục họ thực hiện cái gọi là "carve-outs" (tạm dịch: cắt bớt) hoặc cố gắng ngăn chặn các điều khoản cụ thể được ban hành. Phần lớn các cuộc vận động hành lang tổng thể chỉ tập trung vào một vài vấn đề, theo một báo cáo. Một số cuộc vận động hành lang có thể là từ một cấp chính quyền tác động tới một cấp khác; ví dụ, Quận Columbia đã vận động Quốc hội và Tổng thống Hoa Kỳ để có quyền lực lớn hơn, bao gồm cả khả năng đại diện hoặc bầu cử trong Quốc hội; một đánh giá vào năm 2011 cho thấy khu học chánh cần xem xét lại chiến lược vận động hành lang, vì những nỗ lực trong quá khứ của nó chỉ có "kết quả hỗn hợp". Nhiều cơ quan hành pháp có quyền viết các quy tắc cụ thể và là mục tiêu của vận động hành lang. Các cơ quan liên bang như Bộ Ngoại giao Hoa Kỳ đưa ra các quy tắc như đưa tiền viện trợ cho các quốc gia như Ai Cập, và trong một ví dụ, một doanh nhân người Mỹ gốc Ai Cập tên Kais Menoufy đã tổ chức một cuộc vận động hành lang để cố gắng ngăn chặn viện trợ của Mỹ cho Ai Cập. Vì Tòa án Tối cao Hoa Kỳ có quyền xem xét tư pháp và có thể đưa ra một đạo luật quốc hội là vi hiến, nên nó có sức mạnh rất lớn để tác động đến cuộc sống ở Mỹ. Ví dụ, trong quyết định Roe v. Wade, nó phán quyết về tính hợp pháp của phá thai. Một loạt các lực lượng sử dụng chiến thuật vận động hành lang để gây áp lực lên tòa án để lật ngược quyết định này.

### Vận động hành lang trả tiền so với miễn phí
Trong khi phần lớn các cuộc vận động hành lang được doanh nghiệp và các nhóm lợi ích mở ra và thuê chuyên gia về trả tiền, một số hhà vận động hành lang làm vì mục đích phi lợi nhuận chuyên gia tình nguyện (pro bono) cho các vấn đề mà họ quan tâm đến cá nhân. Các Pro bono này thân thiết với công chúng và thực hiện các hoạt động để gặp gỡ và giao lưu với các nhà lập pháp địa phương tại các sự kiện như gây quỹ và lễ trao giải.

### Vận động hành lang một vấn đề duy nhất so với nhiều vấn đề
Theo một nguồn tin, những người ủng hộ cho một vấn đề duy nhất đã tăng tầm quan trọng trong suốt hai mươi năm qua. Các công ty nói chung sẽ được coi là hành lang duy nhất. Nếu một công ty muốn thay đổi chính sách công hoặc ảnh hưởng đến pháp luật ảnh hưởng đến thành công của doanh nghiệp, công ty có thể sử dụng tiền sảnh như một "con đường chính" cho mục đích này. Một nghiên cứu cho thấy rằng các hành lang đơn lẻ thường hoạt động ở các địa điểm tổ chức khác nhau, đôi khi mang cùng một thông điệp đến các nhóm khác nhau. Các hành lang đại diện cho các nhóm như công đoàn lao động, tổ chức kinh doanh, hiệp hội thương mại và đôi khi được coi là nhiều hành lang, và để thành công, họ phải linh hoạt hơn về mặt chính trị và sẵn sàng chấp nhận thỏa hiệp.

### Hành lang bên trong so với bên ngoài
- Vận động hành lang bên trong, hoặc đôi khi được gọi là vận động hành lang trực tiếp, là loại vận động hành lang nhằm tác động đến luật pháp hoặc đưa ra quy tắc trực tiếp bằng cách liên hệ với các nhà lập pháp và trợ lý của họ, đôi khi được gọi là nhân viên hoặc trợ lý.
- Vận động hành lang bên ngoài, hoặc đôi khi là vận động hành lang gián tiếp, bao gồm các nỗ lực của các nhà lãnh đạo nhóm lợi ích để huy động công dân bên ngoài cộng đồng hoạch định chính sách, có thể bằng phương pháp quan hệ công chúng hoặc quảng cáo, để thúc đẩy họ gây áp lực cho các quan chức trong cộng đồng hoạch định chính sách.[21] Một ví dụ về nỗ lực vận động hành lang bên ngoài là một bộ phim có tên InJustice, được thực hiện bởi một nhóm thúc đẩy cải cách vụ kiện.[22] Một số nhà vận động hành lang hiện đang sử dụng phương tiện truyền thông xã hội để giảm chi phí cho các chiến dịch truyền thống, và để nhắm mục tiêu chính xác hơn các quan chức công cộng với các thông điệp chính trị.[23]

## Lịch sử vận động hành lang

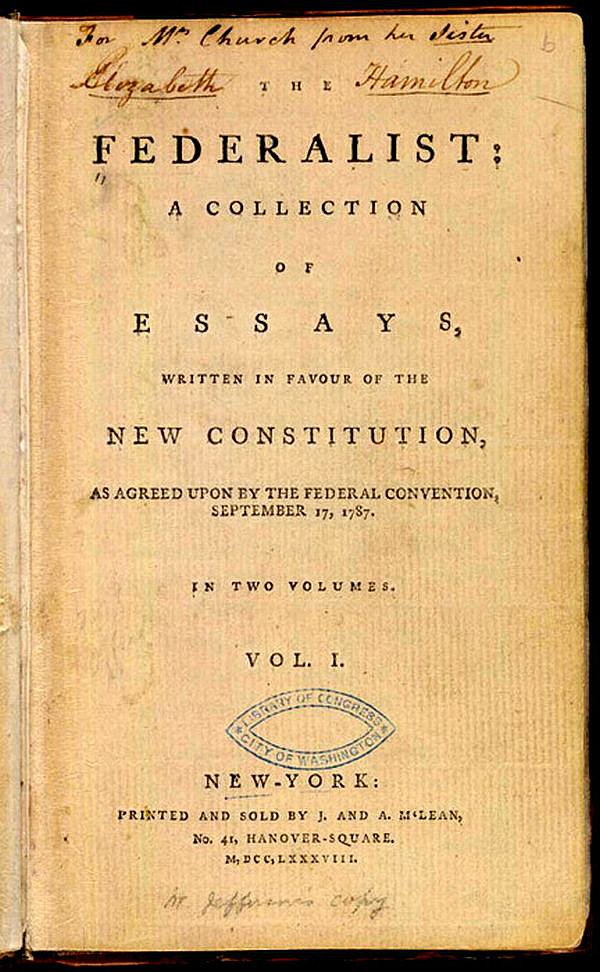
Các giấy tờ liên bang, trong đó Framers Madison, Hamilton và Jay cố gắng gây ảnh hưởng đến dư luận, có thể được coi là sử dụng hiện tại như một nỗ lực vận động hành lang bên ngoài.

Hiến pháp Hoa Kỳ được xây dựng một phần để giải quyết vấn đề lợi ích đặc biệt, ngày nay thường được đại diện bởi các hành lang, bằng cách các phe phái này cạnh tranh. James Madison xác định một phe là "một số công dân, cho dù chiếm thiểu số hay đa số trong toàn bộ, những người hợp nhất và bị kích thích bởi một sự thúc đẩy chung của đam mê, hoặc quan tâm, trái với quyền của các công dân khác, hoặc đối với Lợi ích lâu dài và tổng hợp của cộng đồng ", và Madison lập luận trong Liên bang số 10 rằng ít có nguy cơ bị thương bởi một phe tập trung hẹp trong một nước cộng hòa lớn nếu có bất kỳ ảnh hưởng tiêu cực nào bị chống lại bởi các phe khác. Ngoài ra, Hiến pháp bảo vệ tự do ngôn luận, bao gồm quyền kiến nghị chính phủ, và những quyền này đã được sử dụng bởi các lợi ích vận động hành lang trong suốt lịch sử Mỹ. Đã có sự vận động hành lang ở mọi cấp chính quyền, đặc biệt là trong các chính phủ tiểu bang trong thế kỷ XIX, nhưng ngày càng hướng tới chính phủ liên bang trong thế kỷ XX. Vài thập kỷ qua đã được đánh dấu bằng sự gia tăng theo cấp số nhân trong hoạt động và chi tiêu vận động hành lang.

## Tranh cãi về vận động hành lang tại Hoa Kỳ
Vận động hành lang đã là chủ đề của nhiều cuộc tranh luận và thảo luận. Có sự đồng thuận chung rằng vận động hành lang đã ảnh hưởng đáng kể đến chính trị Mỹ.

### Hình ảnh không được chào đón tại Hoa Kỳ
Nói chung hình ảnh của những người vận động hành lang và vận động hành lang trong không gian công cộng không phải là một hình ảnh tích cực. Nhà vận động hành lang đã được mô tả là một "tay súng thuê" vô nguyên tắc và không có vị trí. Những vụ bê bối liên quan đến vận động hành lang đã giúp làm mờ hình ảnh của nghề nghiệp, chẳng hạn như những người liên quan đến vận động hành lang Jack Abramoff, và các nghị sĩ Randy "Duke" Cickyham, và Bob Ney và những người khác, và trong đó có các từ như "hối lộ", "vận động hành lang", "thành viên của Quốc hội "và" nhà tù "có xu hướng xuất hiện cùng nhau trong cùng một bài viết. Công khai tiêu cực khiến hình ảnh vận động hành lang trở nên dơ bẩn: các trường hợp cao cấp về gian lận vận động hành lang như Abramoff; mối quan hệ trao đổi cha-con đáng ngờ; các quan chức công cộng như Newt Gingrich bị buộc tội và sau đó phủ nhận các cáo buộc đã thực hiện vận động hành lang và kiếm được 1,6 triệu đô la từ "lời khuyên chiến lược". Có nhiều lý do khiến vận động hành lang có một hình ảnh tiêu cực trong ý thức cộng đồng. Mặc dù có nhiều tiết lộ, phần lớn xảy ra trong các cuộc họp cá nhân khó tiết lộ, và kết quả là bí mật và bí mật có thể phục vụ để hạ thấp tình trạng vận động hành lang.

### Cửa quay

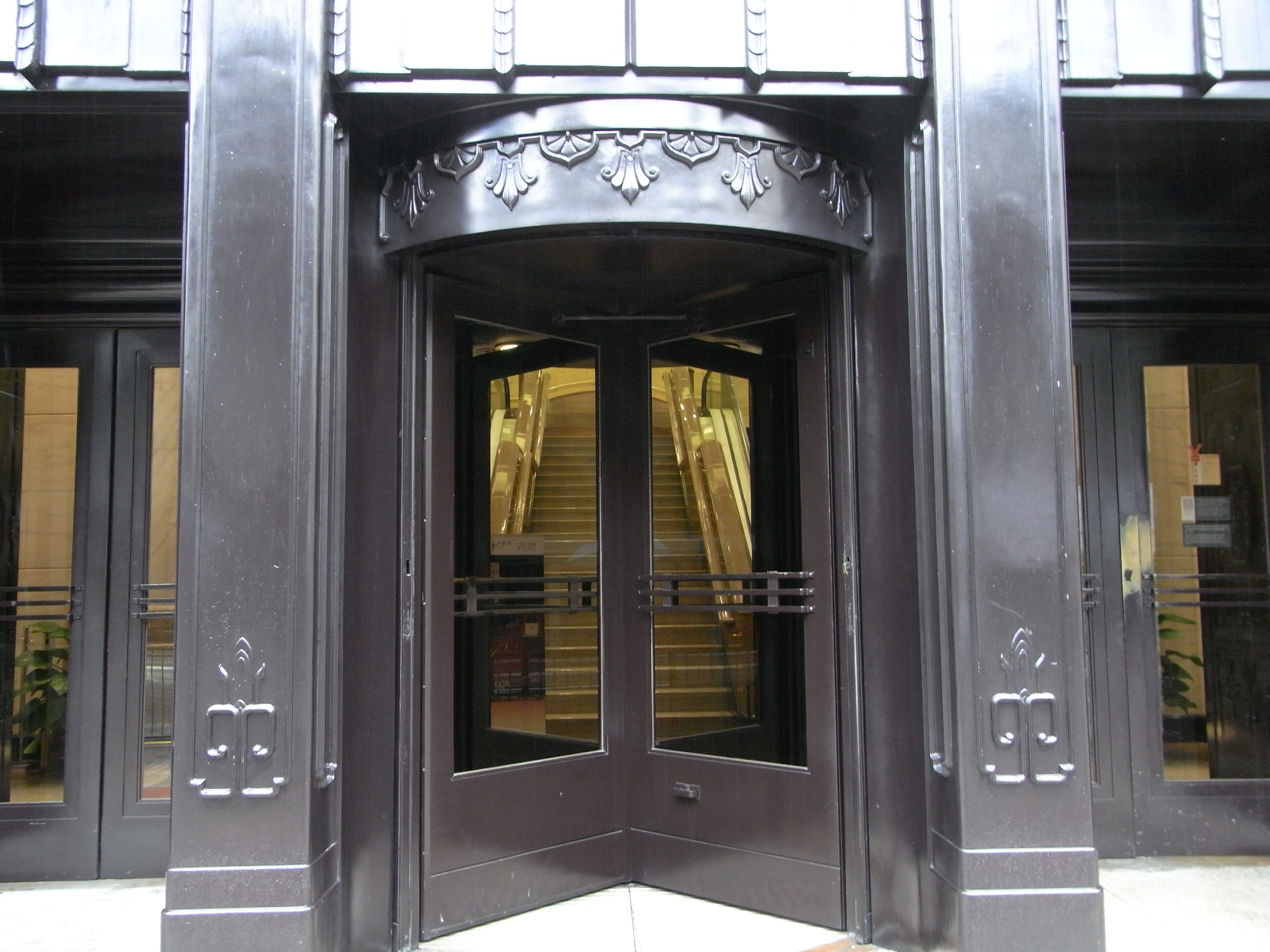
Hình ảnh của một cánh cửa quay đã được sử dụng để mô tả mối quan hệ giữa làm việc trong chính phủ và cho các nhà vận động hành lang.

Kể từ những năm 1980, các đại biểu quốc hội đã "bỏ vào trung tâm thành phố" và trở thành những người vận động hành lang, bởi sức hút lớn của tiền.  "Thế giới béo bở của Phố K" có nghĩa là thậm chí các cựu nghị sĩ với "thâm niên khiêm tốn" cũng có thể chuyển sang các công việc lương hơn triệu đô mỗi năm, chưa bao gồm tiền thưởng khi tìm được khách hàng mới. Mối quan tâm chung của hoạt động xoay vòng này là các quan chức được bầu chọn, những người được cho là đại diện cho lợi ích của công dân Thay vào đó, vướng vào những vướng mắc lợi ích lớn của các tập đoàn vì lợi nhuận và các nhóm lợi ích với những lo ngại hẹp hòi, và rằng các quan chức công cộng đã bị chiếm giữ bởi lợi ích tư nhân.
Vào tháng 7 năm 2005, Public Citizen đã xuất bản một báo cáo có tên "Hành trình từ Quốc hội đến Phố K": báo cáo đã phân tích hàng trăm tài liệu đăng ký vận động hành lang tuân thủ Đạo luật Công bố Hành lang (Lobbying Disclosure Act) và Đạo luật Đăng ký Đại lý Nước ngoài (Foreign Agents Registration Act) trong số các nguồn khác. Nó phát hiện ra rằng kể từ năm 1998, 43% trong số 198 thành viên của Quốc hội Hoa Kỳ rời khỏi chính phủ để tham gia vận động hành lang. Một báo cáo tương tự từ Trung tâm chính trị đáp ứng (Center for Responsive Politics) đã tìm thấy 370 thành viên cũ trong "doanh nghiệp bán hàng ảnh hưởng", với 285 người đăng ký chính thức là nhà vận động hành lang liên bang và 85 người khác được mô tả là "tư vấn chiến lược" hoặc "quan hệ công chúng" cho công ty khách hàng Washington Post mô tả những kết quả này như phản ánh "sự thay đổi biển đã xảy ra trong thái độ của các nhà lập pháp đối với việc vận động hành lang trong những năm gần đây." Báo cáo bao gồm một nghiên cứu trường hợp của một người vận động hành lang đặc biệt thành công, Bob Livingston, người đã từ chức Chủ tịch và từ chức năm 1999. Trong sáu năm kể từ khi từ chức, Tập đoàn Livingston đã phát triển thành công ty vận động hành lang phi pháp lớn thứ 12, kiếm được gần 40 triệu đô la vào cuối năm 2004. Trong cùng khoảng thời gian đó, Livingston, vợ và hai ủy ban hành động chính trị (PAC) đã đóng góp hơn 500.000 đô la vào quỹ chiến dịch của nhiều ứng cử viên khác nhau.
Vô số báo cáo ghi lại hiện tượng cửa quay.  Một ước tính năm 2011 cho thấy gần 5.400 cựu nhân viên quốc hội đã trở thành những người vận động hành lang liên bang trong thời gian mười năm và 400 nhà lập pháp đã thực hiện một bước nhảy tương tự. Đó là một "mối quan hệ cộng sinh" theo nghĩa các công ty vận động hành lang có thể khai thác "kinh nghiệm và kết nối lượm lặt được khi làm việc trong quy trình lập pháp", và các nhà lập pháp tìm thấy một "tài năng có kinh nghiệm sẵn sàng".  Cũng có sự chuyển động theo hướng khác: một báo cáo cho thấy 605 người vận động hành lang trước đây đã nhận công việc làm việc cho các nhà lập pháp trong thời gian mười năm.  Một nghiên cứu của Trường Kinh tế Luân Đôn đã tìm thấy 1.113 người vận động hành lang trước đây làm việc trong các văn phòng của các nhà lập pháp.  Tùy chọn vận động hành lang là một cách để nhân viên và các nhà lập pháp "rút tiền từ kinh nghiệm của họ", theo một quan điểm. Trước thập niên 1980, nhân viên và trợ lý đã làm việc nhiều năm cho các đại biểu quốc hội, đôi khi hàng thập kỷ và có xu hướng ở lại làm việc; bây giờ, với sự hấp dẫn của các công việc vận động hành lang được trả lương cao hơn, nhiều người sẽ từ bỏ chức vụ của họ sau vài năm nhiều nhất để "đi vào trung tâm thành phố".  

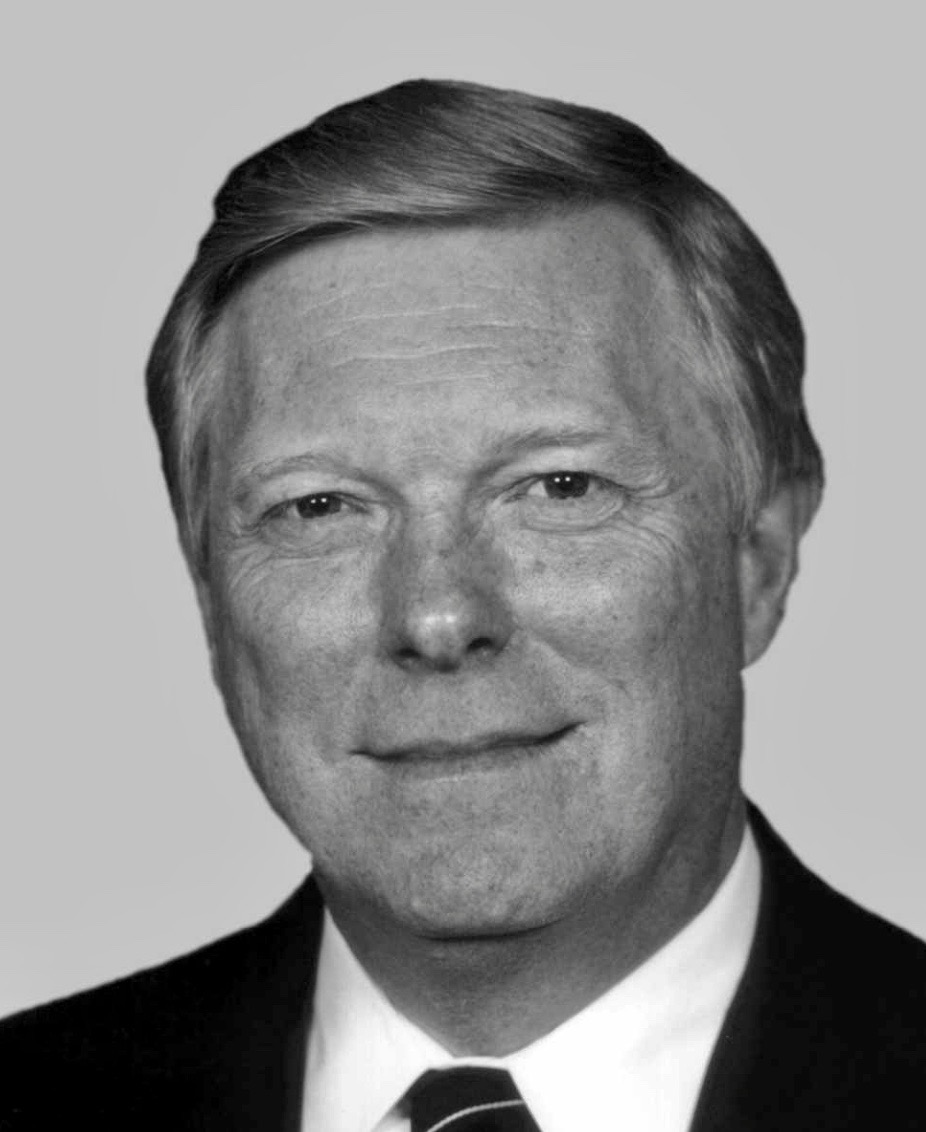
Nhà lập pháp chuyển sang vận động hành lang: Dân biểu Dân chủ Dick Gephardt chuyển sang vận động hành lang và đã kiếm được hàng triệu năm làm việc cho các khách hàng như Goldman Sachs.

Không chỉ là nhân viên, mà còn là các nhà lập pháp, bao gồm cả những người có trình độ cao như đại biểu quốc hội Richard Gephardt. Ông này đại diện cho một quận "tầng lớp lao động" ở Missouri trong nhiều năm nhưng sau khi rời Quốc hội, ông trở thành người vận động hành lang. Năm 2007, ông bắt đầu công ty vận động hành lang của riêng mình có tên là "Tập đoàn chính phủ Gephardt" và năm 2010, công ty đã kiếm được gần 7 triệu đô la doanh thu với các khách hàng bao gồm Goldman Sachs, Boeing, Visa Inc., Ameren Corporation và Waste Management Inc..  Thượng nghị sĩ Robert Bennett và Byron Dorgan cũng trở thành những người vận động hành lang. Thống đốc Mississippi Haley Barbour trở thành người vận động hành lang. Năm 2010, cựu đại diện Billy Tauzin kiếm được 11 triệu đô la điều hành tổ chức vận động hành lang của ngành công nghiệp dược phẩm, được gọi là Nhà nghiên cứu dược phẩm và nhà sản xuất của Mỹ (PhRMA).  Dự luật của ông về việc cung cấp quyền truy cập thuốc theo toa cho người nhận Medicare đã nhượng bộ lớn cho ngành dược phẩm: (1) Medicare đã không được phép đàm phán chi phí thấp hơn cho thuốc theo toa (2) việc tái nhập thuốc từ các nước thế giới đầu tiên không được phép (3) Medicare D đã bị hủy hoại bởi chính sách của Medigap D. Sau khi dự luật được thông qua vài tháng sau đó, Tauzin đã nghỉ hưu khỏi Quốc hội và nhận vị trí điều hành tại PhRMA để kiếm mức lương hàng năm là 2 triệu đô la. Nhiều đại diện cũ đã kiếm được hơn 1 triệu đô la trong một năm, bao gồm James Greenwood và Daniel Glickman.

### Trò chơi nội bộ

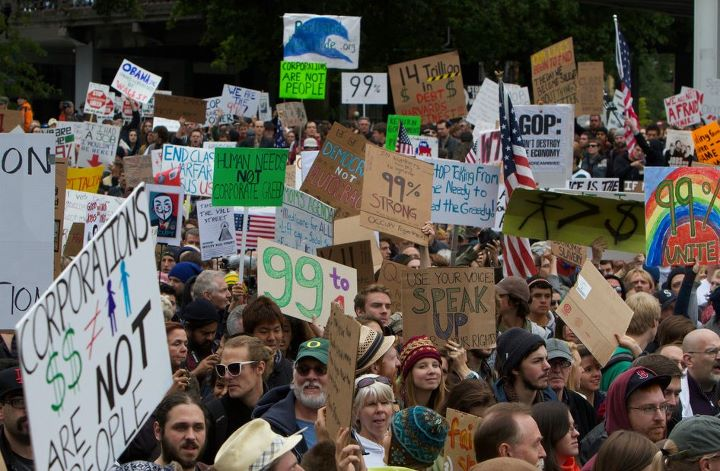
Những người biểu tình ở Phố Wall đã chỉ trích việc vận động hành lang trong chính phủ.

Một mối quan tâm tương tự được lên tiếng bởi các nhà phê bình vận động hành lang là chính trị Washington đã trở nên bị chi phối bởi giới tinh hoa, và đó là một "trò chơi nội bộ", ngoại trừ công dân thường xuyên  và ủng hộ các công ty cố thủ. Các cá nhân nói chung không đủ khả năng vận động hành lang, và các nhà phê bình đặt câu hỏi liệu các tập đoàn có "túi sâu hơn" có nên có quyền lực lớn hơn người thường hay không. Theo quan điểm này, hệ thống ủng hộ người giàu, sao cho "người giàu trở nên giàu hơn, yếu hơn", thừa nhận vận động hành lang Gerald Cassidy. Có mối quan tâm rằng những người có nhiều tiền hơn và kết nối chính trị tốt hơn có thể gây ảnh hưởng nhiều hơn những người khác.  Tuy nhiên, nhà phân tích Barry Hessenius đã đưa ra một trường hợp rằng việc vận động hành lang vì lợi nhuận quá mức có thể bị phản tác dụng nếu có nhiều nỗ lực hơn để tăng vận động phi lợi nhuận và tăng hiệu quả của chúng.   Có rất nhiều tiền mà nó đã được mô tả là một "trận lụt" có "ảnh hưởng xấu", để Hoa Kỳ dường như "bừng tỉnh" trong các nhóm lợi ích. Nếu liên minh của các lực lượng khác nhau chiến đấu trong lĩnh vực chính trị để được đối xử thuận lợi và các quy tắc và giảm thuế tốt hơn, có thể coi là công bằng nếu cả hai bên có nguồn lực ngang nhau và cố gắng đấu tranh vì lợi ích của họ tốt nhất có thể. Gerald Cassidy nói:
Một chỉ trích có liên quan nhưng hơi khác nhau là vấn đề với việc vận động hành lang như nó tồn tại ngày nay là nó tạo ra một "sự không công bằng trong việc tiếp cận quá trình ra quyết định".  Kết quả là, các nhu cầu quan trọng bị loại bỏ khỏi đánh giá chính trị, như vậy không có hành lang chống đói hay hành lang tìm kiếm giải pháp nghiêm trọng cho vấn đề nghèo đói. Một quan điểm phi lợi nhuận đã "vắng mặt một cách rõ rệt" trong các nỗ lực vận động hành lang, theo một quan điểm.  Các nhà phê bình cho rằng khi một liên minh hùng mạnh chiến đấu với một liên minh kém mạnh hơn, hoặc một tổ chức kém kết nối hoặc bị thiếu hụt, kết quả có thể được coi là không công bằng và có thể gây hại cho toàn xã hội. Số lượng các nhà lập pháp trước đây trở thành những người vận động hành lang ngày càng tăng đã khiến Thượng nghị sĩ Russ Feingold (D-WI) đề xuất     giảm bớt nhiều đặc quyền của Đồi Capitol mà các cựu thượng nghị sĩ và đại diện được hưởng. Kế hoạch của anh ấy     sẽ tước đi các nhà vận động hành lang chuyển sang các đặc quyền như quyền truy cập không giới hạn vào các khu vực "chỉ dành cho thành viên" như Nhà sàn và Thượng viện và phòng tập thể dục của Nhà.

### Vấn đề lựa chọn

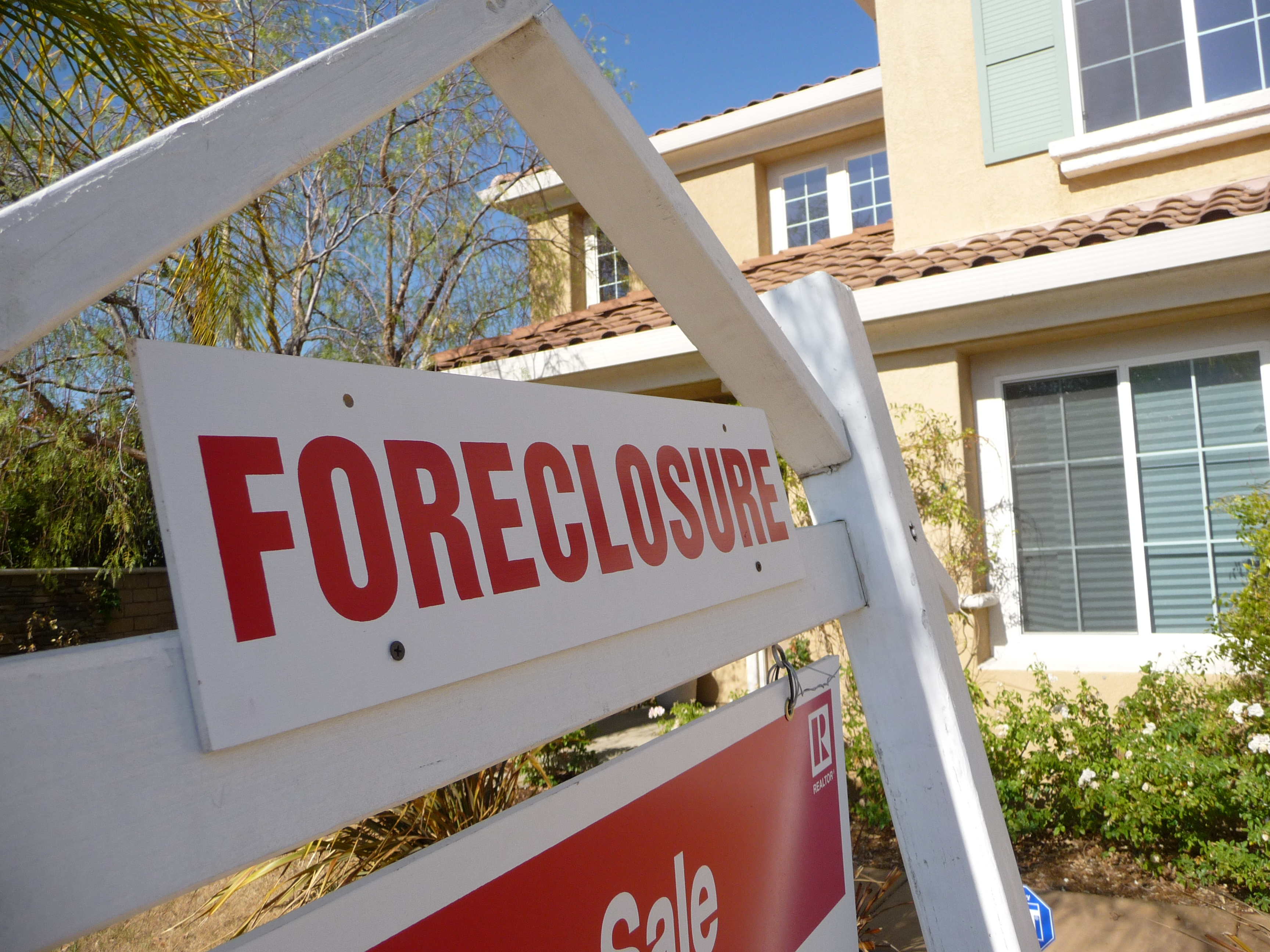
Các nghiên cứu đã liên kết các vấn đề trong ngành công nghiệp nhà ở với các nỗ lực vận động hành lang.

Một mối quan tâm của nhiều nhà phê bình là ảnh hưởng đến việc bán hàng rong làm tổn hại đến việc ra quyết định chung, theo lời chỉ trích này. Các đề xuất có công được bỏ qua ủng hộ các đề xuất được hỗ trợ bởi chính trị.  Một ví dụ được trích dẫn trên các phương tiện truyền thông là cuộc chiến gần đây giữa các nhà vận động hành lang ngành công nghiệp thực phẩm và vận động hành lang chăm sóc sức khỏe liên quan đến bữa ăn trưa ở trường. Một nhóm được Bộ Nông nghiệp Hoa Kỳ hỗ trợ đã đề xuất những bữa ăn trưa lành mạnh hơn như một cách để chống lại bệnh béo phì ở trẻ em bằng cách hạn chế số lượng khoai tây được phục vụ, hạn chế thức ăn mặn và thêm nhiều rau tươi, nhưng nhóm này đã chống lại một sảnh thực phẩm mạnh mẽ được hỗ trợ bởi Coca-Cola, Del Monte và các nhà sản xuất pizza đông lạnh.  Các vận động hành lang thực phẩm đã thành công trong việc ngăn chặn các cuộc cải cách được đề nghị, thậm chí bằng văn bản quy định cho thấy cà chua dán trên một bánh pizza đủ điều kiện như một loại rau, nhưng tổng thể, theo các nhà phê bình, trường hợp này dường như là một ví dụ nơi lợi ích kinh doanh đã chiến thắng sức khỏe mối quan tâm.  Các nhà phê bình sử dụng các ví dụ như những điều này để gợi ý rằng vận động hành lang làm sai lệch quản trị âm thanh.  Một nghiên cứu của các nhà kinh tế của IMF đã phát hiện ra rằng "vận động hành lang nặng nhất đến từ những người cho vay tạo ra các khoản vay rủi ro và mở rộng kinh doanh thế chấp của họ nhanh nhất trong thời kỳ bùng nổ nhà ở", và có nhiều dấu hiệu cho thấy những người cho vay tiền sảnh có nhiều khả năng nhận được tiền cứu trợ. Nghiên cứu cho thấy mối tương quan giữa vận động hành lang của các tổ chức tài chính và chấp nhận rủi ro quá mức trong năm 20002002007 và các tác giả kết luận rằng "những người cho vay hoạt động chính trị đóng vai trò tích lũy rủi ro và do đó góp phần vào cuộc khủng hoảng tài chính".  Một nghiên cứu khác cho thấy các chính phủ có xu hướng bảo vệ các ngành công nghiệp trong nước, và có thói quen chuyển các khoản tiền sang các lĩnh vực ốm yếu; nghiên cứu cho rằng "không phải chính sách của chính phủ chọn người thua cuộc, mà là người thua chọn chính sách của chính phủ."  Một nhà phê bình cho rằng ngành tài chính đã chặn thành công các nỗ lực theo quy định sau hậu quả của sự sụp đổ tài chính năm 2008.

### Tập trung chính phủ

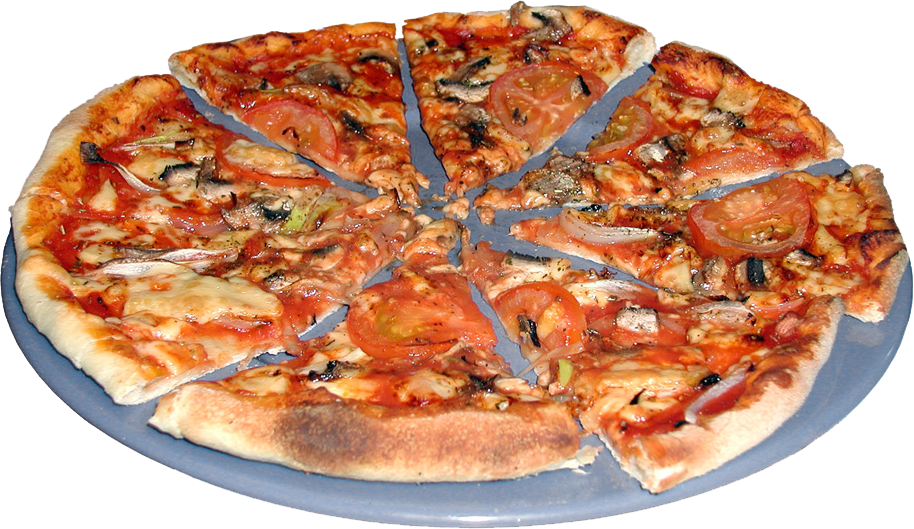
Người vận động hành lang va chạm vào bữa trưa ở trường. Pizza có thể được phục vụ cho học sinh vì bột cà chua có thể được coi là một loại rau và một phần của bữa ăn lành mạnh.

Các nhà phê bình cho rằng khi các nhà lập pháp bị lôi kéo vào các cuộc chiến để xác định các vấn đề như thành phần trong bữa ăn trưa ở trường hoặc mức phí ATM phải là bao nhiêu, các vấn đề nghiêm trọng hơn như giảm thâm hụt hoặc nóng lên toàn cầu hoặc an sinh xã hội bị bỏ qua. Nó dẫn đến quán tính lập pháp. Mối quan tâm là mối bận tâm với những gì được coi là vấn đề hời hợt ngăn cản sự chú ý đến các vấn đề dài hạn. Các nhà phê bình cho rằng Quốc hội 2011 đã dành nhiều thời gian hơn để thảo luận về phí thẻ ghi nợ trên mỗi giao dịch trong khi bỏ qua các vấn đề được coi là cấp bách hơn.

### Vấn đề phương pháp luận
Trong dòng lý luận này, các nhà phê bình cho rằng vận động hành lang, tự bản thân nó, không phải là vấn đề duy nhất, mà chỉ là một khía cạnh của một vấn đề lớn hơn với quản trị Mỹ. Các nhà phê bình chỉ ra sự tác động lẫn nhau của các yếu tố: công dân không được giải quyết về mặt chính trị;  đại biểu quốc hội cần một khoản tiền lớn cho các chiến dịch quảng cáo truyền hình đắt tiền; tăng độ phức tạp về mặt công nghệ; đại hội dành ba ngày mỗi tuần để quyên tiền; và cứ thế. Trước những cám dỗ này, vận động hành lang đã xuất hiện như một phản ứng hợp lý để đáp ứng nhu cầu của các nghị sĩ tìm kiếm quỹ chiến dịch và nhân viên tìm kiếm sự làm giàu cá nhân. Theo một nghĩa nào đó, trong chính trị cạnh tranh, lợi ích chung bị mất:
Một người vận động hành lang có thể xác định nhu cầu của khách hàng. Nhưng thật khó để một cá nhân có thể nói điều gì là tốt nhất cho cả nhóm. Mục đích của Framers của Hiến pháp là có các biện pháp bảo vệ hiến pháp tích hợp để bảo vệ lợi ích chung, nhưng theo các nhà phê bình này, các biện pháp bảo vệ này dường như không hoạt động tốt: 

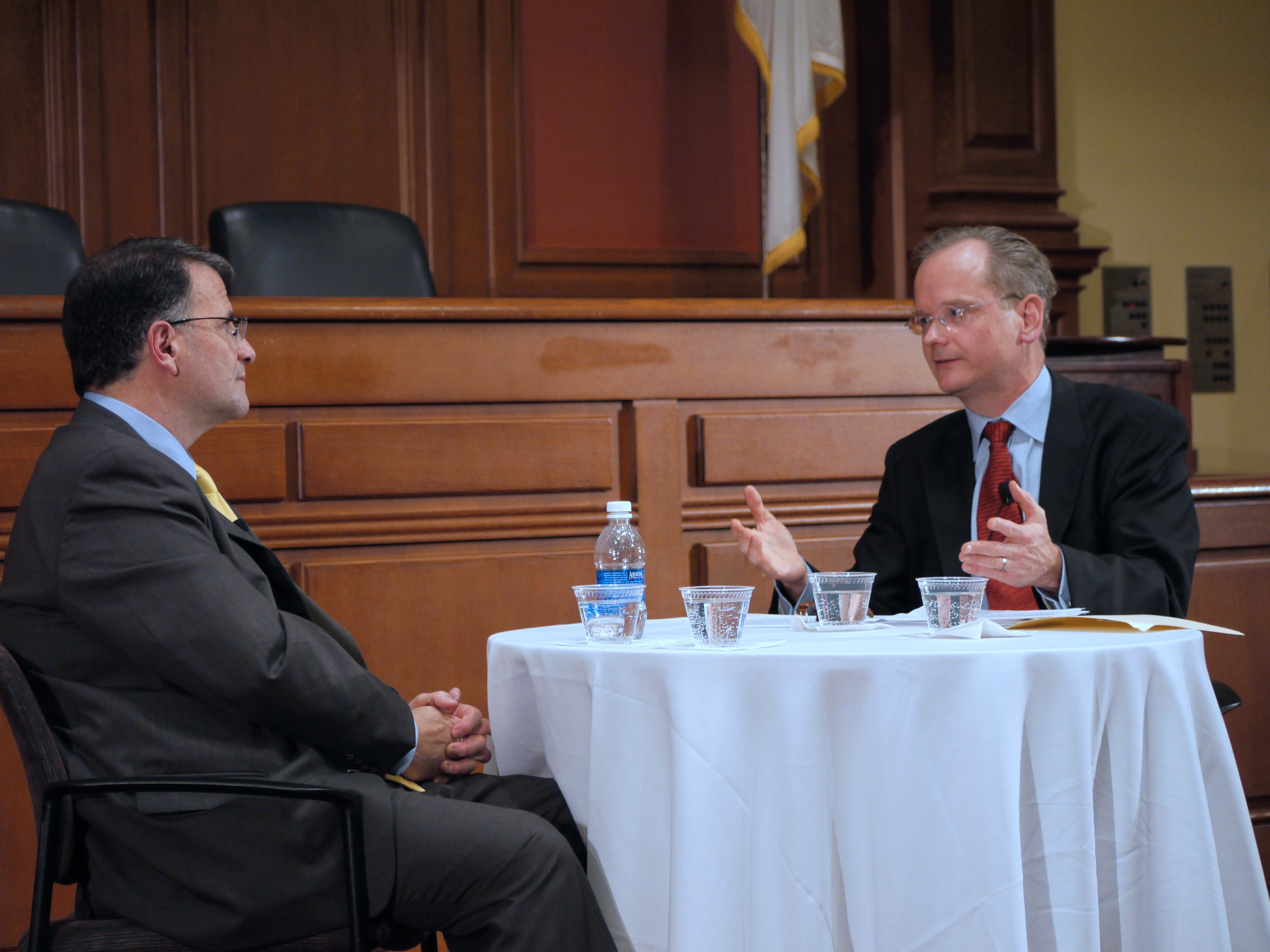
Cựu vận động viên hành lang bị kết án Jack Abramoff (trái) lắng nghe giáo sư luật của Harvard, Lawrence Lessig vào năm 2011.

Lawrence Lessig, giáo sư tại Trường Luật Harvard và là tác giả của Cộng hòa, Lost, cho rằng sức mạnh thuyết phục có tiền của những lợi ích đặc biệt đã ám chỉ chính mình giữa người dân và các nhà lập pháp.  Ông dẫn lời nghị sĩ Jim Cooper, người nhận xét rằng Quốc hội đã trở thành một "Liên minh trang trại cho phố K" theo nghĩa các nghị sĩ tập trung vào sự nghiệp vận động hành lang béo bở sau Quốc hội thay vì phục vụ lợi ích công cộng khi còn đương chức. Trong một bài phát biểu, Lessig đề xuất cơ cấu khuyến khích là các nhà lập pháp bị cám dỗ đề xuất các quy định không cần thiết như một cách để tiếp tục vận động ngành công nghiệp. Theo một quan điểm, luật pháp lớn như đề xuất cải cách Phố Wall đã thúc đẩy nhu cầu "tham gia vào quá trình điều chỉnh". Lessig đề xuất khả năng rằng đó không phải là các tập đoàn quyết định tiến hành vận động hành lang, nhưng Quốc hội chọn tranh luận về những vấn đề ít quan trọng hơn để đưa các tập đoàn có thế lực vào cuộc cạnh tranh chính trị với tư cách vận động hành lang. Do lo ngại của mình, Lessig đã kêu gọi các chính phủ tiểu bang triệu tập Công ước Hiến pháp thứ hai để đề xuất cải cách thực chất.  Lessig tin rằng một bản sửa đổi hiến pháp nên được viết để hạn chế đóng góp chính trị từ những người không phải là công dân, bao gồm các tập đoàn, tổ chức ẩn danh và công dân nước ngoài.
Các học giả như Richard Labunski, Sanford Levinson, Glenn Reynold, Larry Sabato, cũng như nhà báo chuyên mục William Safire, và các nhà hoạt động như John Booth of RestoringFreedom.org đã kêu gọi thay đổi hiến pháp sẽ kiềm chế vai trò mạnh mẽ của tiền trong chính trị.

### Mở rộng vận động hành lang
Luật pháp tại Hoa Kỳ thường do Quốc hội đưa ra, nhưng khi chính phủ liên bang mở rộng trong suốt thế kỷ XX, có một số lượng lớn các cơ quan liên bang, thường nằm dưới sự kiểm soát của tổng thống. Các cơ quan này thường viết các quy tắc và quy định cụ thể trong ngành liên quan đến những thứ như an toàn ô tô và chất lượng không khí. Không giống như các đại biểu dân cử thường xuyên tìm kiếm các quỹ chiến dịch, các quan chức được bổ nhiệm này thường khó gây ảnh hưởng hơn. Tuy nhiên, có những dấu hiệu cho thấy những người vận động hành lang tìm cách mở rộng ảnh hưởng của họ từ hội trường của Quốc hội sâu hơn vào bộ máy quan liêu liên bang.
Tổng thống Obama cam kết trong chiến dịch bầu cử để kiềm chế vận động hành lang. Là tổng thống vào tháng 1 năm 2009, ông đã ký hai lệnh điều hành và ba bản ghi nhớ tổng thống  để giúp đảm bảo chính quyền của ông sẽ cởi mở hơn, minh bạch hơn và có trách nhiệm. Những tài liệu này đã cố gắng mang lại trách nhiệm gia tăng cho chi tiêu liên bang và hạn chế ảnh hưởng của các lợi ích đặc biệt, và bao gồm lệnh cấm quà tặng vận động hành lang và lệnh cấm cửa quay vòng. Vào tháng 5 năm 2009, Quy tắc vận động hành lang phục hồi. Đạo luật cải cách chi nhánh điều hành, HR 985, là một dự luật đòi hỏi hơn 8.000 quan chức của Cơ quan hành pháp phải báo cáo vào cơ sở dữ liệu công khai gần như bất kỳ "liên hệ quan trọng" nào từ bất kỳ "bên tư nhân" nào. Mục đích là để xác định hoạt động vận động hành lang. Dự luật được những người đề xướng ủng hộ như một sự mở rộng của "chính phủ dưới ánh nắng mặt trời" bao gồm các nhóm như Công dân.  

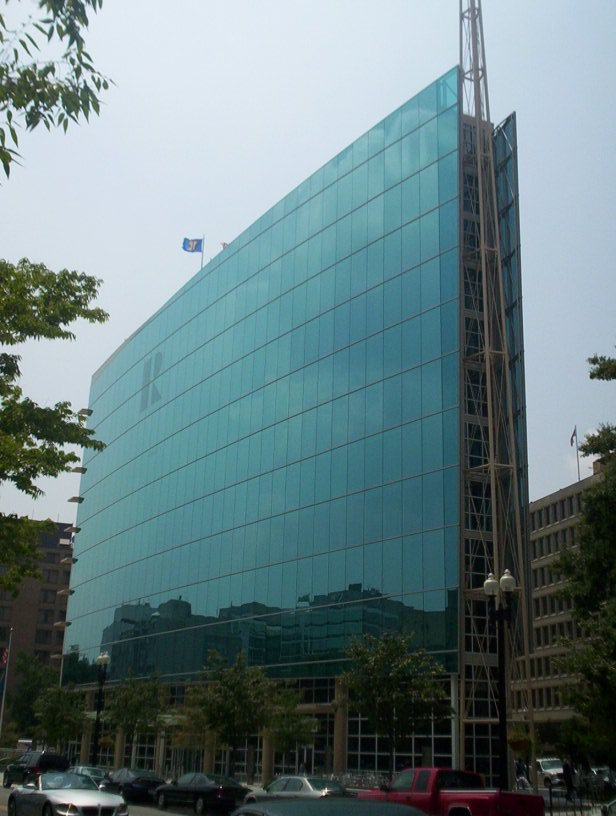
Hiệp hội môi giới quốc gia là một lợi ích đặc biệt đại diện cho các đại lý bán nhà. Ảnh: trụ sở Washington của nó.

Nhưng các đề xuất vấp phải sự phản đối nghiêm trọng từ các nhóm khác nhau bao gồm cả ngành vận động hành lang. Những người phản đối lập luận rằng các quy tắc báo cáo được đề xuất sẽ vi phạm quyền kiến nghị, gây khó khăn không chỉ cho những người vận động hành lang, mà cả những công dân thường xuyên truyền đạt quan điểm của họ về các vấn đề gây tranh cãi mà không đưa tên và quan điểm của họ vào cơ sở dữ liệu của chính phủ.  Các nhóm đối lập cho rằng mặc dù các quy tắc được đề xuất được quảng bá như một cách để điều chỉnh "những người vận động hành lang", nhưng những người được mô tả là "đảng tư nhân" thực tế có thể là bất kỳ ai, và bất kỳ ai liên hệ với một quan chức liên bang đều có thể được coi là "vận động hành lang". Bộ Tư pháp Hoa Kỳ nêu lên hiến pháp và các phản đối khác đối với dự luật.  Những người phản đối đã huy động hơn 450 nhóm bao gồm Phòng Thương mại Hoa Kỳ và Hiệp hội Môi giới Quốc gia với các chiến dịch viết thư chống lại các hạn chế được đề xuất. Người vận động hành lang Howard Marlowe lập luận trong một "lá thư nghiêm khắc"  rằng việc hạn chế tặng quà cho nhân viên liên bang sẽ tạo ra "nỗi sợ bị trả thù vì quyên góp chính trị".
Năm 2011, đã có những nỗ lực "chuyển quyền điều chỉnh từ nhánh hành pháp sang Quốc hội" bằng cách yêu cầu bất kỳ "quy tắc chính" nào có thể gây thiệt hại cho nền kinh tế hơn 100 triệu đô la phải được Quốc hội quyết định bằng một cuộc bỏ phiếu lên hoặc xuống. Nhưng những người hoài nghi nghĩ rằng một động thái như vậy được đề xuất bởi các nhà lập pháp Cộng hòa có thể "mở ra một vận động hành lang từ ngành công nghiệp và các nhóm lợi ích đặc biệt khác" để sử dụng các khoản đóng góp của chiến dịch để định hình lại môi trường pháp lý.
- Phòng thương mại Hoa Kỳ
- Lịch sử vận động hành lang ở Hoa Kỳ
- Ủy ban hành động chính trị
- Hiệp hội súng trường quốc gia
- Hội nghị lập hiến lần thứ hai của Hoa Kỳ
- Apeg (trước đây là Hiệp hội Người nghỉ hưu Hoa Kỳ)
- Đạo luật lãnh đạo trung thực và chính phủ mở năm 2007
- Hành lang Israel ở Hoa Kỳ
- Ủy ban công vụ Mỹ Israel
- Chính trị diaspora ở Hoa Kỳ
- Sảnh trung quốc
- Hành lang Thổ Nhĩ Kỳ ở Hoa Kỳ
- Hành lang Libya tại Hoa Kỳ
- Hành lang Ả Rập Saudi tại Hoa Kỳ
- Sảnh nhiên liệu hóa thạch
- Học viện CPAs Florida
- Liên minh dân sự Albania
- Hiệp hội ô tô Mỹ
- Trung tâm chính trị đáp ứng
- Sảnh Ả Rập ở Hoa Kỳ
- Jack Abramoff vụ bê bối vận động hành lang Ấn Độ
- Jerry Lewis - tranh cãi về công ty vận động hành lang Lowery
- Đạo luật công bố hành lang năm 1995
- Vòng lặp tiền
- Các bà mẹ chống say rượu
- Hoa Kỳ v. Cướp bóc
- NARFE (Nhân viên Liên bang Hoạt động và Nghỉ hưu Quốc gia)